# Континентальна хокейна ліга 2010—2011
Третій сезон Континентальної хокейної ліги тривав з 8 вересня 2010 по 16 квітня 2011 року. У змаганні брали участь двадцять російських клубів і по одній команді з Білорусі, Латвії та Казахстану.

## Формат
Місця команд у дивізіонах, конференціях і загальній таблиці визначалися за сумою очок, набраних у всіх матчах першого етапу чемпіонату.
У випадку рівності очок у двох або більше команд перевагу отримувала команда, яка: 
1. мала більшу кількість перемог в основний час у всіх матчах регулярного чемпіонату;
2. здобула більшу кількість перемог в овертаймах у всіх матчах регулярного чемпіонату;
3. здобула більшу кількість перемог у серіях післяматчевих кидків у всіх матчах регулярного чемпіонату;
4. мала найкращу різницю закинутих і пропущених шайб у всіх матчах регулярного чемпіонату;
5. мала більшу кількість закинутих шайб у всіх матчах регулярного чемпіонату.

Зазначені вище критерії застосовуються послідовно. При рівності всіх показників розподіл місць між командами визначався жеребом.
За підсумками регулярного чемпіонату, по вісім команд з кожної конференції отримують право участі у серії ігор плей-оф. В офіційних таблицях конференцій команди, що посіли перші місця в дивізіонах, розташувалися на першому і другому місцях, залежно від кількості набраних очок у всіх матчах першого етапу. У кожній конференції номери «посіву» з 3-го по 8-ий отримують команди, що набрали найбільшу кількість очок за підсумками регулярного етапу, незалежно від дивізіону, в якому вони грали. Перевага свого майданчика на всіх стадіях розіграшу отримують команди з вищим номером «посіву». У кожній конференції серії матчів плей-оф проводяться до чотирьох перемог, максимальна кількість матчів —- сім.

## Західна конференція
| М | Команда               | І  | В  | ВО | ВБ | ПБ | ПО | П  | ЗШ  | ПШ  | О  |
| - | --------------------- | -- | -- | -- | -- | -- | -- | -- | --- | --- | -- |
| 1 | «Динамо» (Москва)     | 54 | 28 | 1  | 1  | 4  | 4  | 16 | 149 | 131 | 96 |
| 2 | СКА (Санкт-Петербург) | 54 | 23 | 3  | 6  | 5  | 4  | 13 | 171 | 144 | 96 |
| 3 | «Спартак» (Москва)    | 54 | 24 | 1  | 1  | 3  | 3  | 22 | 129 | 142 | 82 |
| 4 | «Динамо» (Рига)       | 54 | 20 | 2  | 5  | 5  | 2  | 20 | 160 | 149 | 81 |
| 5 | ЦСКА (Москва)         | 54 | 13 | 0  | 7  | 4  | 2  | 28 | 136 | 169 | 59 |

| М | Команда                     | І  | В  | ВО | ВБ | ПБ | ПО | П  | ЗШ  | ПШ  | О   |
| - | --------------------------- | -- | -- | -- | -- | -- | -- | -- | --- | --- | --- |
| 1 | «Локомотив» (Ярославль)     | 54 | 33 | 1  | 1  | 4  | 1  | 14 | 203 | 143 | 108 |
| 2 | «Атлант» (Митищі)           | 54 | 21 | 4  | 7  | 4  | 2  | 16 | 138 | 115 | 91  |
| 3 | «Сєвєрсталь» (Череповець)   | 54 | 25 | 2  | 3  | 0  | 4  | 20 | 145 | 142 | 89  |
| 4 | «Динамо» (Мінськ)           | 54 | 17 | 3  | 5  | 5  | 2  | 22 | 150 | 155 | 74  |
| 5 | «Торпедо» (Нижній Новгород) | 54 | 18 | 5  | 3  | 1  | 2  | 25 | 144 | 151 | 73  |
| 6 | «Витязь» (Чехов)            | 54 | 13 | 1  | 3  | 3  | 2  | 32 | 119 | 178 | 52  |

## Східна конференція
| М | Команда                   | І  | В  | ВО | ВБ | ПБ | ПО | П  | ЗШ  | ПШ  | О   |
| - | ------------------------- | -- | -- | -- | -- | -- | -- | -- | --- | --- | --- |
| 1 | «Авангард» (Омськ)        | 54 | 31 | 9  | 2  | 2  | 1  | 9  | 176 | 120 | 118 |
| 2 | «Салават Юлаєв» (Уфа)     | 54 | 29 | 5  | 4  | 4  | 0  | 12 | 210 | 144 | 109 |
| 3 | «Сибір» (Новосибірськ)    | 54 | 22 | 2  | 4  | 1  | 4  | 21 | 133 | 131 | 83  |
| 4 | «Барис» (Астана)          | 54 | 20 | 2  | 2  | 6  | 3  | 21 | 155 | 152 | 77  |
| 5 | «Амур» (Хабаровськ)       | 54 | 13 | 1  | 1  | 3  | 4  | 32 | 112 | 173 | 50  |
| 6 | «Металург» (Новокузнецьк) | 54 | 8  | 1  | 3  | 4  | 5  | 33 | 105 | 186 | 41  |

| М | Команда                       | І  | В  | ВО | ВБ | ПБ | ПО | П  | ЗШ  | ПШ  | О   |
| - | ----------------------------- | -- | -- | -- | -- | -- | -- | -- | --- | --- | --- |
| 1 | «Ак Барс» (Казань)            | 54 | 29 | 2  | 3  | 5  | 3  | 12 | 181 | 133 | 105 |
| 2 | «Металург» (Магнітогорськ)    | 54 | 27 | 1  | 5  | 3  | 4  | 14 | 167 | 141 | 100 |
| 3 | «Югра» (Ханти-Мансійськ)      | 54 | 22 | 0  | 6  | 6  | 3  | 17 | 145 | 151 | 87  |
| 4 | «Нафтохімік» (Нижньокамськ)   | 54 | 22 | 1  | 2  | 1  | 2  | 26 | 159 | 162 | 75  |
| 5 | «Трактор» (Челябінськ)        | 54 | 14 | 6  | 2  | 5  | 1  | 26 | 142 | 166 | 64  |
| 6 | «Автомобіліст» (Єкатеринбург) | 54 | 10 | 6  | 4  | 2  | 1  | 31 | 134 | 184 | 53  |

Найбільше очок на першому етапі набрав омський «Авангард» і здобув кубок Континенту. Склад команди:
воротарі — Каррі Рямьо, Олексій Кузнецов;
захисники — Денис Куляш, Андрій Первишин, Мартін Шкоула, Антон Бєлов, Олексій Бондарев, Андрій Мухачов, Микита Півцакін, Бренден Белл, Нік Енджелл, Дмитро Рябикін;
нападники — Роман Червенка, Яромір Ягр, Олександр Пережогін, Антон Кур'янов, Олександр Попов, Олексій Калюжний, Дмитро Сьомін, Володимир Первушин, Єгор Аверін, Марек Сватош, Дмитро Власенков, Петр Вампола, Антон Малишев, Сергій Сентюрін, Тимофій Шишканов, Ігор Волков, Євген Орлов, Сергій Калінін.
Тренер — Раймо Сумманен.

## Найкращі бомбардири чемпіонату
| М  | Гравець            | Команда         | І  | Г  | П  | О  |
| -- | ------------------ | --------------- | -- | -- | -- | -- |
| 1  | Олександр Радулов  | «Салават Юлаєв» | 54 | 20 | 60 | 80 |
| 2  | Патрік Торесен     | «Салават Юлаєв» | 54 | 29 | 36 | 65 |
| 3  | Роман Червенка     | «Авангард»      | 51 | 31 | 30 | 61 |
| 4  | Сергій Мозякін     | «Атлант»        | 54 | 27 | 34 | 61 |
| 5  | Павол Демітра      | «Локомотив»     | 54 | 18 | 43 | 61 |
| 6  | Олексій Морозов    | «Ак Барс»       | 53 | 21 | 35 | 56 |
| 7  | Йозеф Вашичек      | «Локомотив»     | 54 | 24 | 31 | 55 |
| 8  | Яромір Ягр         | «Авангард»      | 49 | 19 | 32 | 51 |
| 9  | Метт Еллісон       | «Торпедо»       | 53 | 21 | 29 | 50 |
| 10 | Маттіас Вейнгандль | СКА             | 54 | 21 | 28 | 49 |

## Матч усіх зірок
5 лютого в Льодовому палаці Санкт-Петербурга відбувся «Матч усіх зірок КХЛ». За команду Яшина виступали гравці клубів Західної конференції, а за команду Ягра — Східної конференції.
| 5 лютого 2011 |

| «Команда Яшина» | 16 : 18 | «Команда Ягра» |
| --- | ------- | --- |
| Максим Афіногенов 05:02 Кріс Саймон 13:07 Сергій Мозякін 17:33 Сергій Мозякін 18:36 Максим Афіногенов 19:41 Максим Сушинський 21:05 Лауріс Дарзіньш 24:11 Максим Сушинський 28:41 Олександр Гуськов 28:56 Максим Афіногенов 34:07 Сергій Мозякін 37:54 Сергій Мозякін 39:26 Йозеф Вашичек 47:27 Сергій Мозякін 50:41 Олексій Яшин 54:51 Леонід Комаров 57:40 | звіт    | 03:50 Яромір Ягр 07:18 Олександр Радулов 09:41 Яромір Ягр 17:10 Сергій Федоров 18:55 Олексій Морозов 21:44 Лукаш Кашпар 25:02 Роман Червенка 26:19 Патрік Торесен 28:10 Яромір Ягр 41:12 Роман Червенка 41:56 Лукаш Кашпар 42:11 Денис Куляш 43:45 Ілля Нікулін 53:06 Сергій Федоров 55:06 Олексій Морозов 57:00 Кевін Даллман 58:43 Мартін Шкоула 59:59 Євген Кузнецов |

| «Льодовий палац» (Санкт-Петербург) Глядачів: 10 127 Арбітр: О. Антропов, А. Захаров |

«Команда Яшина»:
воротарі — Домінік Гашек, Костянтин Барулін;
захисники — Олександр Гуськов, Сандіс Озоліньш, Карел Рахунек, Денис Гребешков, Петер Подградський, Максим Соловйов;
нападники — Олексій Яшин, Сергій Мозякін, Максим Сушинський, Йозеф Вашичек, Маттіас Вейнгандль, Максим Афіногенов, Лауріс Дарзіньш, Кріс Саймон, Лео Комаров.
Тренери — Олег Знарок, Владімір Вуйтек.
«Команда Ягра»:
воротарі — Стефан Лів, Михайло Бірюков;
захисники — Мартін Шкоула, Ілля Нікулін, Кевін Даллман, Янне Ніскала, Костянтин Корнєєв, Денис Куляш;
нападники — Яромір Ягр, Роман Червенка, Олександр Радулов, Олексій Морозов, Патрік Торесен, Лукаш Кашпар, Євген Кузнецов, Петрі Контіола, Сергій Федоров.
Тренери — Зінетула Білялетдінов, Карі Хейккіля.

## Плей-оф Західної конференції
Матчі за кубок Гагаріна розпочалися 23 лютого 2011 року.
|  | Чвертьфінали | Чвертьфінали | Чвертьфінали |          |            | Півфінали   | Півфінали | Півфінали |  |  | Фінал | Фінал       | Фінал |
|  |              |              |              |          |            |             |           |           |  |  |       |             |       |
|  | 1            | «Локомотив»  | 4            |          |            |             |           |           |  |  |       |             |       |
|  | 8            | «Динамо» Мн  | 3            |          |            |             |           |           |  |  |       |             |       |
|  | 8            | «Динамо» Мн  | 3            |          | 1          | «Локомотив» | 4         |           |  |  |       |             |       |
|  |              |              |              |          | 1          | «Локомотив» | 4         |           |  |  |       |             |       |
|  |              | 7            | «Динамо» Р   | 1        |            |             |           |           |  |  |       |             |       |
|  | 2            | 7            | «Динамо» Р   | 1        | «Динамо» М | 2           |           |           |  |  |       |             |       |
|  | 2            |              |              |          | «Динамо» М | 2           |           |           |  |  |       |             |       |
|  | 7            | «Динамо» Р   | 4            |          |            |             |           |           |  |  |       |             |       |
|  |              |              |              |          |            |             |           |           |  |  | 1     | «Локомотив» | 2     |
|  |              |              | 4            | «Атлант» | 4          |             |           |           |  |  |       |             |       |
|  | 3            | СКА          | 4            |          |            |             |           |           |  |  |       |             |       |
|  | 6            | «Спартак»    | 0            |          |            |             |           |           |  |  |       |             |       |
|  | 6            | «Спартак»    | 0            |          | 3          | СКА         | 3         |           |  |  |       |             |       |
|  |              |              |              |          | 3          | СКА         | 3         |           |  |  |       |             |       |
|  |              | 4            | «Атлант»     | 4        |            |             |           |           |  |  |       |             |       |
|  | 4            | 4            | «Атлант»     | 4        | «Атлант»   | 4           |           |           |  |  |       |             |       |
|  | 4            |              |              |          | «Атлант»   | 4           |           |           |  |  |       |             |       |
|  | 5            | «Сєвєрсталь» | 2            |          |            |             |           |           |  |  |       |             |       |

## Плей-оф Східної конференції
|  | Чвертьфінали | Чвертьфінали | Чвертьфінали    |                 |                 | Півфінали  | Півфінали | Півфінали |  |  | Фінал | Фінал         | Фінал |
|  |              |              |                 |                 |                 |            |           |           |  |  |       |               |       |
|  | 1            | «Авангард»   | 4               |                 |                 |            |           |           |  |  |       |               |       |
|  | 8            | «Нафтохімік» | 3               |                 |                 |            |           |           |  |  |       |               |       |
|  | 8            | «Нафтохімік» | 3               |                 | 1               | «Авангард» | 3         |           |  |  |       |               |       |
|  |              |              |                 |                 | 1               | «Авангард» | 3         |           |  |  |       |               |       |
|  |              | 4            | «Металург» Мг   | 4               |                 |            |           |           |  |  |       |               |       |
|  | 4            | 4            | «Металург» Мг   | 4               | «Металург» Мг   | 4          |           |           |  |  |       |               |       |
|  | 4            |              |                 |                 | «Металург» Мг   | 4          |           |           |  |  |       |               |       |
|  | 5            | «Югра»       | 2               |                 |                 |            |           |           |  |  |       |               |       |
|  |              |              |                 |                 |                 |            |           |           |  |  | 4     | «Металург» Мг | 3     |
|  |              |              | 3               | «Салават Юлаєв» | 4               |            |           |           |  |  |       |               |       |
|  | 2            | «Ак Барс»    | 4               |                 |                 |            |           |           |  |  |       |               |       |
|  | 7            | «Барис»      | 0               |                 |                 |            |           |           |  |  |       |               |       |
|  | 7            | «Барис»      | 0               |                 | 2               | «Ак Барс»  | 1         |           |  |  |       |               |       |
|  |              |              |                 |                 | 2               | «Ак Барс»  | 1         |           |  |  |       |               |       |
|  |              | 3            | «Салават Юлаєв» | 4               |                 |            |           |           |  |  |       |               |       |
|  | 3            | 3            | «Салават Юлаєв» | 4               | «Салават Юлаєв» | 4          |           |           |  |  |       |               |       |
|  | 3            |              |                 |                 | «Салават Юлаєв» | 4          |           |           |  |  |       |               |       |
|  | 6            | «Сибір»      | 0               |                 |                 |            |           |           |  |  |       |               |       |

## Фінал кубка Гагаріна
| 8 квітня 2011 |

| «Салават Юлаєв»                             | 2 : 1 ОТ | «Атлант»             |
| ------------------------------------------- | -------- | -------------------- |
| Віталій Прошкін 01:00 Андрій Кутейкін 61:43 | звіт     | 43:22 Сергій Мозякін |

| «Уфа-Арена» Глядачів: 7 950 Арбітр: А. Захаров, В. Буланов |

Рахунок у серії: 1 — 0 на користь «Салавата Юлаєва»
| 10 квітня 2011 |

| «Салават Юлаєв»                                                   | 3 : 1 | «Атлант»       |
| ----------------------------------------------------------------- | ----- | -------------- |
| Ігор Григоренко 26:12 Ігор Григоренко 28:39 Сергій Зинов'єв 37:42 | звіт  | 08:06 Ян Марек |

| «Уфа-Арена» Глядачів: 7 950 Арбітр: О. Бєлов, В. Гашилов |

Рахунок у серії: 2 — 0 на користь «Салавата Юлаєва»
| 12 квітня 2011 |

| «Атлант»                                   | 2 : 3 | «Салават Юлаєв»                                                |
| ------------------------------------------ | ----- | -------------------------------------------------------------- |
| Ярослав Обшут 11:10 Євген Нурісламов 28:15 | звіт  | 03:43 Сергій Зинов'єв 22:17 Олег Саприкін 52:45 Патрік Торесен |

| «Арена Митищі» Глядачів: 7 300 Арбітр: Е. Одіньш, С. Карабанов |

Рахунок у серії: 3 — 0 на користь «Салавата Юлаєва»
| 14 квітня 2011 |

| «Атлант»                                                                | 4 : 0 | «Салават Юлаєв» |
| ----------------------------------------------------------------------- | ----- | --------------- |
| Ігор Мусатов 25:27 Ян Марек 35:55 Дмитро Уппер 41:46 Ілля Горохов 52:04 | звіт  |                 |

| «Арена Митищі» Глядачів: 7 300 Арбітр: С. Семенов, С. Карабанов |

Рахунок у серії: 3 — 1 на користь «Салавата Юлаєва»
| 16 квітня 2011 |

| «Салават Юлаєв»                                                     | 3 : 2 | «Атлант»                            |
| ------------------------------------------------------------------- | ----- | ----------------------------------- |
| Андрій Таратухін 07:45 Андрій Кутейкін 54:21 Олександр Світов 55:48 | звіт  | 43:34 Ян Марек 56:14 Олексій Глухов |

| «Уфа-Арена» Глядачів: 7 950 Арбітр: Е. Одіньш, А. Захаров |

Рахунок у серії: 4 — 1 на користь «Салавата Юлаєва»

## Склади фіналістів
«Салават Юлаєв» (Уфа):
воротарі — Ерік Ерсберг, Віталій Колесник, Олександр Єременко;
захисники — Кирило Кольцов, Мірослав Блатяк, Андрій Кутейкін, Віталій Прошкін, Дмитро Калінін, Максим Кондратьєв, Олег Твердовський, Олександр Рязанцев, Томаш Староста, Михайло Григор'єв, Іван Болдирев, В'ячеслав Селуянов;
нападники — Патрік Торесен, Олександр Радулов, Ігор Григоренко, Сергій Зинов'єв, Віктор Козлов, Роберт Нільссон, В'ячеслав Козлов, Олександр Світов, Петро Счастливий, Олег Саприкін, Якуб Клепіш, Володимир Антипов, Андрій Таратухін, Олександр Панков, Костянтин Кольцов, Ігор Волков, Кирило Полозов, Владислав Картаєв, Артем Гордєєв.
Тренер — В'ячеслав Биков.
«Атлант» (Митищі):
воротарі — Костянтин Барулін, Віталій Коваль;
захисники — Ілля Горохов, Ярослав Обшут, Вадим Хомицький, Дмитро Биков, Павло Траханов, Євген Нурісламов, Максим Семенов, Роман Рукавишников, Андрій Зюзін, Олексій Трощинський;
нападники — Сергій Мозякін, Ян Марек, Олег Петров, Ігор Мусатов, Федір Федоров, Ян Буліс, Едуард Левандовський, Іван Непряєв, Олексій Глухов, Збинек Іргл, Дмитро Уппер, Олександр Нестеров, Ілля Каблуков, Олег Лі, Вадим Єпанчинцев, Кайл Веллвуд, Мілан Бартович, Ілля Федін, Олександр Васильєв, Кріс Бурк, Олег Яшин, Віктор Другов.
Тренер — Мілош Ржига.

## Найкращі бомбардири плей-оф
| М  | Гравець           | Команда         | І  | Г | П  | О  |
| -- | ----------------- | --------------- | -- | - | -- | -- |
| 1. | Йозеф Вашичек     | «Локомотив»     | 18 | 7 | 15 | 22 |
| 2. | Сергій Мозякін    | «Атлант»        | 23 | 8 | 13 | 21 |
| 3. | Павол Демітра     | «Локомотив»     | 18 | 6 | 15 | 21 |
| 4. | Патрік Торесен    | «Салават Юлаєв» | 21 | 3 | 15 | 18 |
| 5. | Олександр Радулов | «Салават Юлаєв» | 21 | 3 | 15 | 18 |

## Підсумкова таблиця
| Місце | Команда                       |
| ----- | ----------------------------- |
| 1     | «Салават Юлаєв» (Уфа)         |
| 2     | «Атлант» (Митищі)             |
| 3     | «Локомотив» (Ярославль)       |
| 4     | «Металург» (Магнітогорськ)    |
| 5     | «Авангард» (Омськ)            |
| 6     | «Ак Барс» (Казань)            |
| 7     | СКА (Санкт-Петербург)         |
| 8     | «Динамо» (Рига)               |
| 9     | «Динамо» (Москва)             |
| 10    | «Сєвєрсталь» (Череповець)     |
| 11    | «Югра» (Ханти-Мансійськ)      |
| 12    | «Сибір» (Новосибірськ)        |
| 13    | «Спартак» (Москва)            |
| 14    | «Барис» (Астана)              |
| 15    | «Нафтохімік» (Нижньокамськ)   |
| 16    | «Динамо» (Мінськ)             |
| 17    | «Торпедо» (Нижній Новгород)   |
| 18    | «Трактор» (Челябінськ)        |
| 19    | ЦСКА (Москва)                 |
| 20    | «Автомобіліст» (Єкатеринбург) |
| 21    | «Витязь» (Чехов)              |
| 22    | «Амур» (Хабаровськ)           |
| 23    | «Металург» (Новокузнецьк)     |